# 캐스퍼 (중국의 래퍼)
추샤오샹(중국어: 儲曉祥, 병음: Chǔ Xiǎoxiáng, 1991년 3월 20일 ~ )은 중국의 래퍼로, 예명 캐스퍼(영어: CASPER)로도 잘 알려져 있으며, 중저샹(중국어: 中泽祥, 병음: Zhōng Zéxiáng)이라는 이름으로도 활동한 바 있다. 2012년부터 2017년까지 크로스진의 일원으로도 활동하였다.

## 출연 작품

### 텔레비전 프로그램
- 《아이돌 리부팅 프로젝트 더 유닛》 (2017-2018) - 참가자
- 《청춘유니》 (2019) - 참가자

### 영화
- 《종극무반》 (2016) - 阿翔 역

### 광고
- 《엑스페리아 아크》 (2011)